# Signal de Botrange
La Signal de Botrange es el punto más alto de Bélgica. Se encuentra situado en la zona llamada Hautes Fagnes del Macizo de las Ardenas en la Provincia de Lieja, exactamente a 694 metros sobre el nivel del mar.
Se trata de una zona llana por la cual pasa la carretera, también hay una zona de información de la comarca y cerca también un bar y un albergue. En 1923 se construyó una pequeña escalinata llamada la torre de Baltia, en referencia a un oficial militar, que termina en una losa que indica que se construyó con una medida exacta de seis metros para que los visitantes pudiesen alcanzar la altura simbólica de los 700 metros. En 1934 se construyó una torre que llega hasta los 718 metros. 
En invierno es un lugar idóneo para empezar rutas de esquí campo a través gracias a la llanura del terreno. También hay varios caminos para hacer paseos por la zona, éstos están marcados con rampas de madera y carteles muy frecuentes.
La media de las temperaturas durante todo el año suele ser alrededor de los 6,1 °C, en enero de -1,0 °C y en julio de 16,0 °C. La precipitación anual suele ser de 1.400 mm. La media de lluvias por año es de 172, los días de nieve suelen rondas los 43 y los días de niebla sobre los 175.

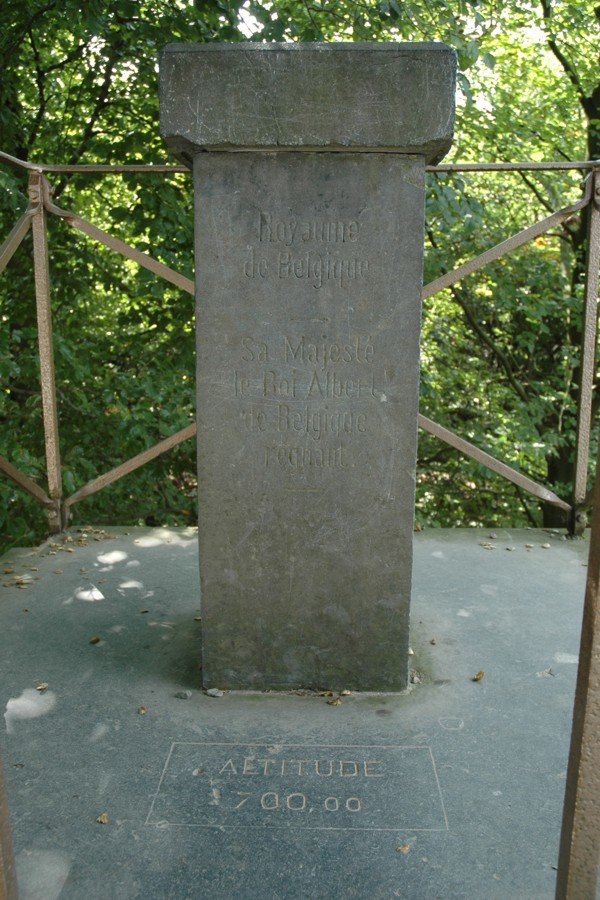
Losa a 700 metros
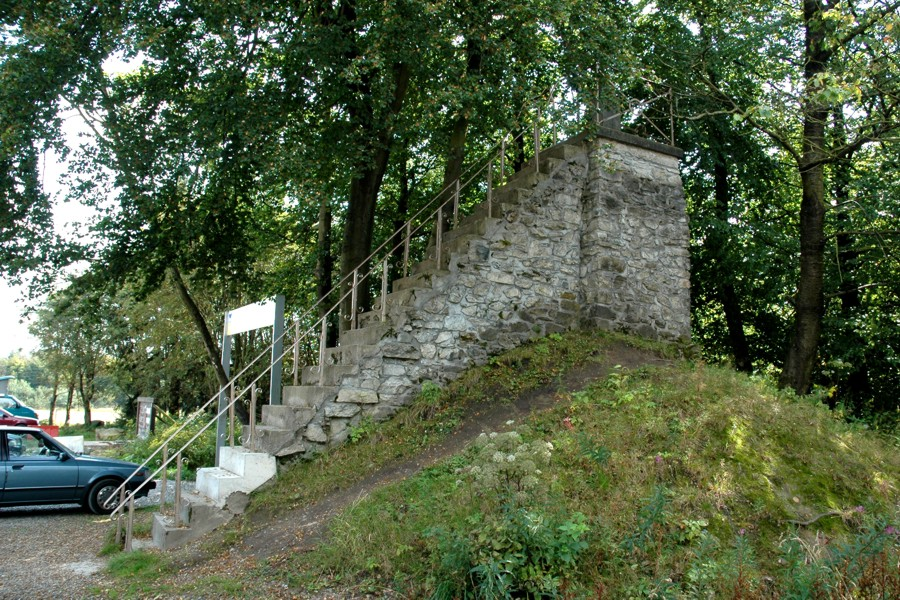
Signal de Botrange
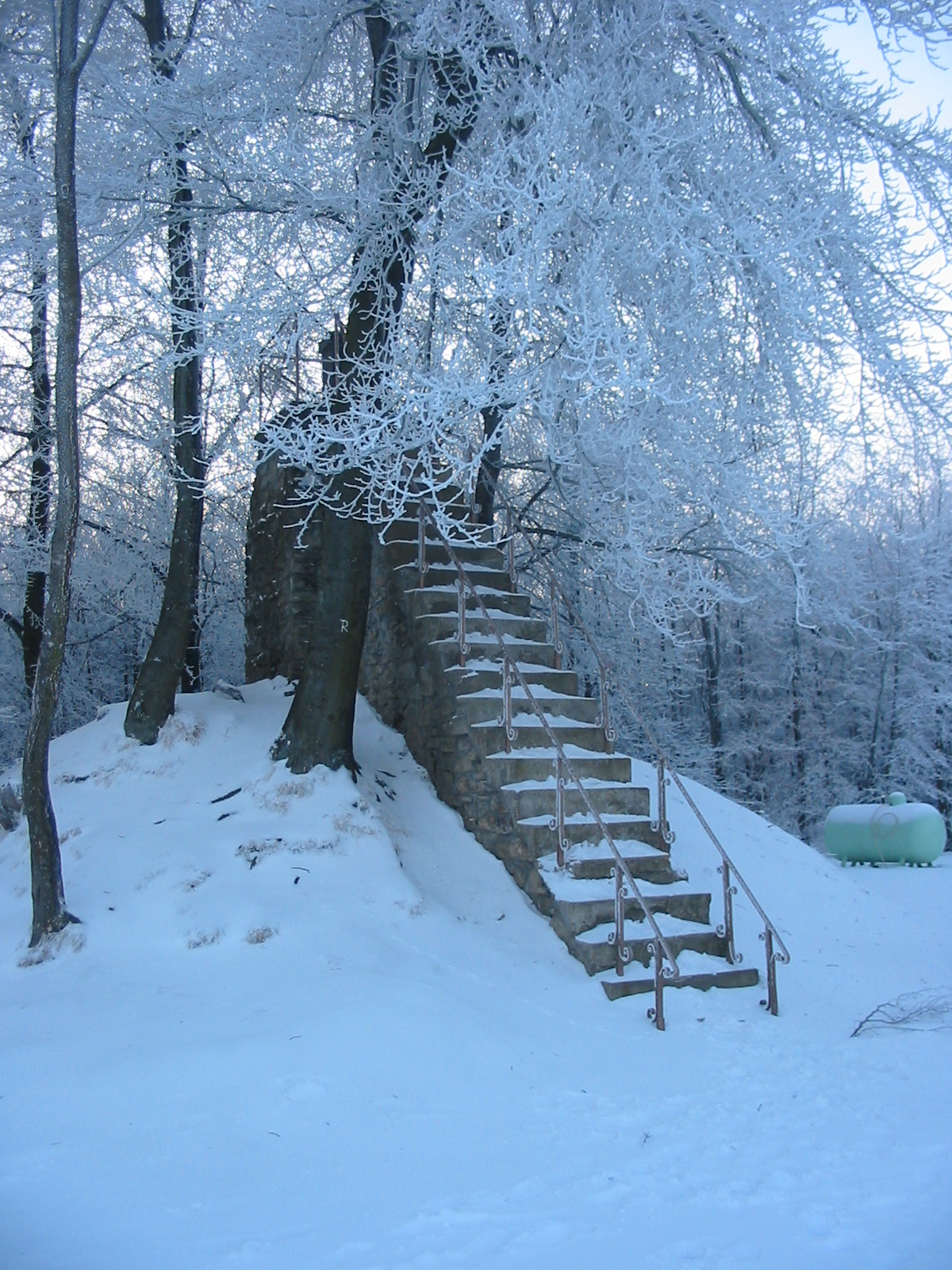
Torre de Baltia, de 6m de altura, en invierno

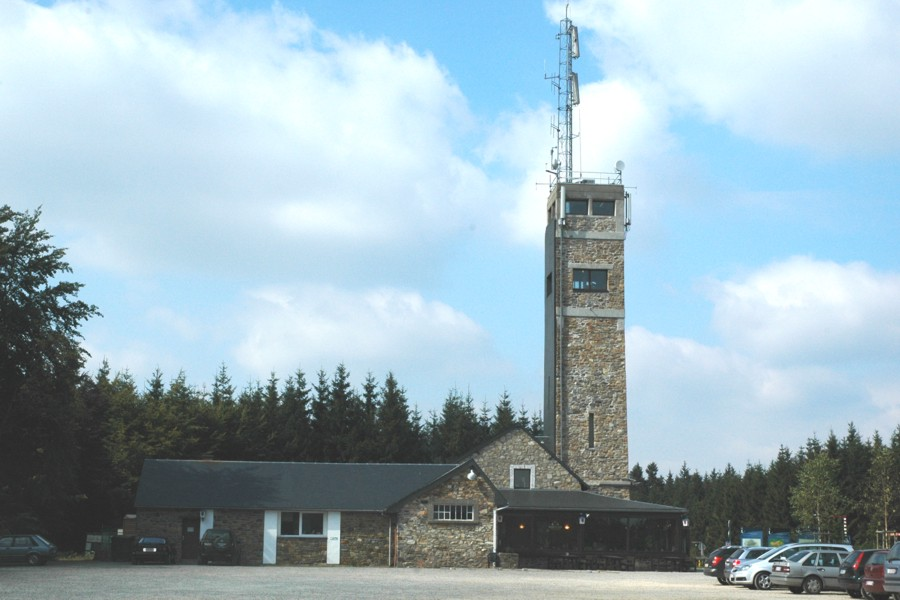
Torre y albergue de la Signal de Botrange
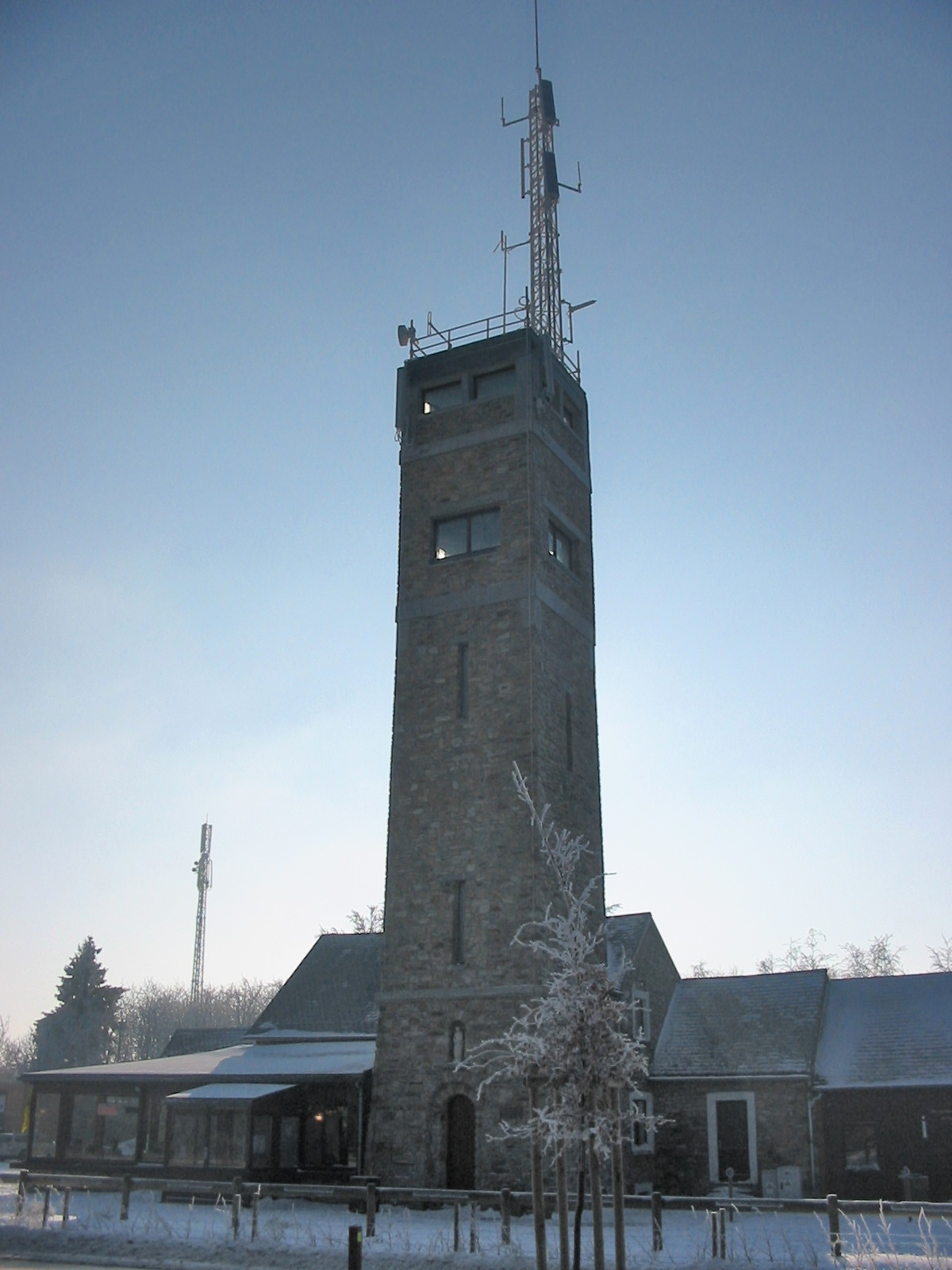
Torre de comunicaciones en la Signal de Botrange

- Datos: Q322824
- Multimedia: Signal de Botrange / Q322824